# 2573 Hannu Olavi
A 2573 Hannu Olavi (ideiglenes jelöléssel 1953 EN) a Naprendszer kisbolygóövében található aszteroida. Heikki A. Alikoski fedezte fel 1953. március 10-én.